# Рик и Морти (6-й сезон)
Шестой сезон американского анимационного телесериала «Рик и Морти» транслировали в США в эфире Adult Swim с 4 сентября по 11 декабря 2022 года. Это продолжение рассказа о безумном учёном и его внуке, обычном американском школьнике, последний сезон, в котором Рик и Морти озвучены Джастином Ройландом. 11 августа 2022 года появился трейлер сезона с отсылками к фильму «Крепкий орешек» (1988). Сезон был высоко оценён критиками.

## Актёрский состав
| Главные роли - Джастин Ройланд — Рик Санчес и Морти Смит, два главных героя сериала: Рик — эксцентричный сумасшедший учёный, а Морти — его добрый, но легко огорчающийся внук. - Крис Парнелл — Джерри Смит, зять Рика и отец Морти, простодушный и неуверенный в себе человек, который не одобряет влияние Рика на его семью. - Спенсер Грэммер — Саммер Смит, внучка Рика и сестра Морти, обычный подросток, который беспокоится об улучшении своего статуса среди сверстников. - Сара Чок — Бет Смит, дочь Рика и мать Морти, в целом уравновешенный человек, недовольный своим браком. - Чок озвучила ещё и Космическую Бет. | Роли второго плана - Кит Дэвид — Кёртис Кёртис / Президент, президент США Заметные гости - Кэри Уолгрен — Д.А.Й.Е.Н., искусственный интеллект, созданный Риком и олицетворяющий его покойную жену Дайен - Питер Динклэйдж — Чанс, лидер группировки пришельцев-террористов - Лиза Кудроу и Джейсон Мраз — технологически продвинутые динозавры. - Пол Джаматти — Мастер сказаний, бывший проводник Поезда историй - Кристофер Мелони — Иисус Христос - Сьюзан Сарандон — доктор Вонг, семейный психолог Смитов - Дидрих Бадер — Повелитель Сферы - Уилл Форте — Юджин Майкл Ссака / Ссакмастер |

## Эпизоды
| № общий | № в сезоне | Название                                                                 | Режиссёр            | Автор сценария     | Дата премьеры    | Зрители США (млн) |
| --- | ---------- | ------------------------------------------------------------------------ | ------------------- | ------------------ | ---------------- | ----------------- |
| 52 | 1          | «Солярикс» «Solaricks»                                                   | Джейкоб Хэйр        | Альбро Ланди       | 4 сентября 2022  | 0,66              |
| Космическая Бет спасает Рика и Морти из разрушенной Цитадели. Рик пытается восстановить свою портальную пушку, но случайно отправляет себя, Морти и Джерри в родные измерения. Пока Саммер, Бет и Космическая Бет возвращаются в Цитадель, Рик узнаёт, что Рик Прайм (убийца Дайен и Бет Рика) тоже был транспортирован во время перезагрузки. Рик оставляет план по поиску и спасению Морти, попавшего в Кроненберговский мир из эпизода «Напиток Рика №9»; Джерри рассказывает ему, что Бет и Саммер не выжили после заморозки в серии «Рикбег из Рикшенка» (это показано в комиксе «Знакомство с кроненбергами»), и сбегает. Снова встретившись, Рик и Морти сталкиваются с Праймом, но он сбегает после того, как Морти убеждает Рика не мстить, а помогать остальным родственникам. Тем не менее, как только Смиты и Космическая Бет забирают Джерри и возвращаются домой, они встречают «Джерри из второго сезона», который освобождает инопланетного паразита по имени Мистер Фрундель. Тот стремительно размножается, заставляя семью отправиться в альтернативное измерение, где все их копии мертвы. В сцене после титров Рик Прайм возвращается в Кроненберговский мир, где Джерри предлагает ему объединиться и начать охоту на Рика и Морти, но Прайм отказывается и убивает его. |            |                                                                          |                     |                    |                  |                   |
| 53 | 2          | «Арикадный автоморт „Рой”» «Rick: A Mort Well Lived»                     | Кёнхи Лим           | Алекс Рубенс       | 11 сентября 2022 | 0,60              |
| Морти застревает в видеоигре «Рой», когда инопланетяне-террористы нападают на игровой центр Blitz and Chitz и вызывают перебои в электричестве. Личность Морти разделяется на пять миллионов NPC из игры. Рик отправляется в игру и в образе Роя, её главного героя, пытается убедить всех персонажей в том, что они — часть Морти. Он строит миллионы космических кораблей и собирается на них отправить все фрагменты к границе карты, после чего игра перезапустится, и Рик и Морти смогут выйти из неё. Однако Рик сталкивается с сопротивлением со стороны многих фрагментов Морти, после чего некоторые из них развязывают между собой войну. Один выдающийся фрагмент, Марта, вступает в переговоры с Риком и соглашается убедить остальных улететь при одном негласном условии. Тем временем Саммер расправляется с террористами, возглавляемыми Чансом. Чанс объясняет, что пришельцы создают мифологию «Крепкого орешка», а он — эксперт по этому фильму, написавший несколько книг. Саммер читает одну из книг Чанса, а после побеждает его и всех террористов с помощью приклеенного к спине пистолета. В это время Рик и Морти возвращаются из «Роя». Вскоре работник Blitz and Chitz отвозит «Роя» на склад. Он сообщает своему коллеге, что некто заплатил им, чтобы игра продолжала работать. В сцене после титров возле базы в заснеженной местности стоит инопланетянин, на которого надета табличка с надписью «Я ненавижу всех». За ним наблюдают двое других инопланетян, которые спорят о том, достаточно ли надпись на табличке оскорбительна, чтобы побудить кого-то на него напасть. |            |                                                                          |                     |                    |                  |                   |
| 54 | 3          | «Двойсновной Бэтстинкт» «Bethic Twinstinct»                              | Дуглас Айнар Олсен  | Энн Лэйн           | 18 сентября 2022 | 0,55              |
| Космическая Бет возвращается на Землю, чтобы отпраздновать День благодарения. Она укрепляет свою связь с Бет после бутылки вина, привезённого с Венеры. Вскоре флирт перерастает в полноценный роман. Саммер и Морти замечают это, но пытаются игнорировать, играя в «реалистичные» инопланетные видеоигры. Рик говорит Бет, что ей нужно быть осторожное, так как её поведение может повлиять на семью. Саммер и Морти начинают беспокоиться из-за Джерри, который прежде заявил, что убьёт себя, если Бет ему изменит. Когда Космическая Бет рассказывает Джерри правду, он превращается в жука (система эмоциональной защиты, которую Рик создал, когда они оба напились). Обе Бет просят Рика стереть их воспоминания о романе. Джерри слышит это, возвращается в обличье человека, чтобы остановить стирание памяти, но потом говорит, что бросает Бет. Космическая Бет понимает, что Джерри расстроен только из-за того, что роман развивался без его ведома. С полным одобрением Джерри они с Бет занимаются групповым сексом. После отлёта Космической Бет Рик запирает венерианское вино в невидимом шкафу и уничтожает ключ от него, делая вывод, что оно действует как любовное зелье. В сцене после титров Джерри из любопытства посещает Детский сад Джерри, чтобы завести отношения с другим собой. Его останавливает администратор, который рассказывает, что у них такого рода вещи под запретом. На улице Джерри натыкается на другого Джерри. Герои быстро целуются и расходятся. |            |                                                                          |                     |                    |                  |                   |
| 55 | 4          | «Ночная семейка» «Night Family»                                          | Джейкоб Хэйр        | Роб Шрэб           | 25 сентября 2022 | 0,60              |
| Рик получает инопланетное устройство под названием «сомнамбулатор», которое позволяет ему создавать «ночного помощника», выполняющего ночью разные задачи. Остальные члены семьи тоже создают «ночных помощников», которые занимаются спортом, осваивают новые навыки, занимаются домашними делами. Между Смитами и их «ночной семьей» начинается конфликт, Ночная Саммер и её приспешники лишают Рика доступа к технологии, и создают гигантскую версию сомнамбулатора, чтобы постоянно контролировать своих хозяев. Начинается хаотичная битва, когда обе стороны борются за контроль, накачивая друг друга транквилизаторами и будя друг друга. В сцене после титров «ночная семья» остаётся без средств к существованию. Ночной Рик уничтожает сомнамбулатор, возвращая Рика и его семью к нормальной жизни. |            |                                                                          |                     |                    |                  |                   |
| 56 | 5          | «Пункт назначджеррия» «Final DeSmithation»                               | Дуглас Айнар Олсен  | Хезер Энн Кэмпбелл | 2 октября 2022   | 0,58              |
| Джерри получает печенье с предсказанием о том, что ему суждено заняться сексом с матерью. Вместе с Риком он проникает на фабрику печенья с предсказаниями, чтобы провести расследование, пока Морти, Саммер и обе Бет посещают зоопарк. Герои выясняют, что печенье с предсказаниями приготовлено из экскрементов пленного инопланетянина, который может менять судьбу. В итоге предсказание удаётся отменить. В сцене после титров Морти во время посещения зоопарка видит рекламу, предназначенную для зебр, в которой посетители едят корм для зебр, их рвёт, и они устраивают кровавые беспорядки. Он приходит к выводу, что находится в человеческом зоопарке. |            |                                                                          |                     |                    |                  |                   |
| 57 | 6          | «Морт Рикского периода» «Juricksic Mort»                                 | Кёнхи Лим           | Ник Рутерфорд      | 9 октября 2022   | 0,54              |
| Технологически продвинутые динозавры прибывают на Землю, заявляя, что это их бывший дом и что их цель — распространять мир и технологии. Земные правительства предоставляют им власть, и вскоре они создают утопический мир. Однако многие люди этим недовольны. Президент США обещает Рику, что позволит ему провести церемонию вручения «Оскара», если он сможет избавиться от пришельцев. Рик и Морти посещают другие планеты, которыми управляли динозавры, и обнаруживают, что все они пострадали от ударов астероидов, подобных тому, который вызвал образование кратера Чиксулуб. Рик приходит к выводу, что у динозавров есть соперники — смертоносные разумные астероиды, один из которых уже направляется к Земле. Не желая прибегать к насилию даже в целях самообороны, динозавры уходят, чтобы отвлечь астероид. Рик проводит церемонию вручения «Оскара», но уходит, когда Саммер сообщает ему, что динозавры находятся на Марсе в ожидании своей гибели. Он отправляется на Марс и объясняет динозаврам, что самоотверженность и эгоизм — это одно и то же; благодаря этому те уничтожают астероид. В сцене после титров динозавры поселяются на необитаемой планете и проводят время, выполняя трюки на скейтборде. |            |                                                                          |                     |                    |                  |                   |
| 58 | 7          | «Цельно мета оболочка» «Full Meta Jackrick»                              | Лукас Грэй          | Алекс Рубенс       | 20 ноября 2022   | 0,51              |
| Выйдя за четвёртую стену в метамир, где существуют все вымышленные персонажи, Рик и Морти попадают в ловушку, расставленную лордом Стори из «Риконечной мортистории». Стори крадёт устройство Рика, которое позволяет путешествовать по реальному миру и искать его создателя Яна. Тем временем Рик и Морти, ищущие способ вернуться в реальный мир, проникают в крепость «Самореферентной шестерки», группы «метаботаников», которые обладают способностью искажать реальность, основанной на разных повествовательных техниках. Героям приходится бежать обратно в мету, но их спасает Джозеф Кэмпбелл, который помогает создать устройство для возвращения в реальный мир, чтобы противостоять Повелителю Историй. Морти с помощью призрачного Кэмпбелла убеждает Яна прекратить управлять машиной, извлекающей из людей мотивацию. Это позволяет Рику победить Повелителя Историй. В сцене после титров огромное жизнерадостное существо по имени «Пятнашник» сражается с многочисленными врагами на арене, что-то крича. |            |                                                                          |                     |                    |                  |                   |
| 59 | 8          | «Анализмочируй это» «Analyze Piss»                                       | Филл Марк Сагадрака | Джеймс Сицилиано   | 27 ноября 2022   | 0,53              |
| Устав от нападок суперзлодеев, Рик обращается за советом к доктору Вонг из "Огурчика Рика". Та рекомендует ему не обращать на них внимания. Джерри сражается со злодеем по имени Миротворец, который провоцирует Рика. Инцидент получает огласку, Джерри приглашают войти в совет межгалактических супергероев, что вызывает у Рика зависть. Миротворец совершает самоубийство и в предсмертной записке обвиняет во всём Джерри. Рик совершает множество героических поступков в костюме Миротворца, восстанавливая его репутацию. Джерри поручают пригласить Миротворца в совет, тот делает это крайне неохотно. Рик обезвреживает бомбу, пожертвовав костюмом Миротворца, чтобы прикрыть его самоубийство героической смертью. Совет увольняет Джерри за его высокомерие. Рик заявляет, что он всё это время был Миротворцом, чтобы поддержать Джерри, но втайне отдаёт Морти предсмертную записку злодея. В ужасе Морти рассказывает об этом остальным членам семьи, они ругают Рика и стыдят Джерри. В сцене после титров совет обсуждает, стоит ли приглашать мистера Нимбуса из «Морт ужина с Рикандре». |            |                                                                          |                     |                    |                  |                   |
| 60 | 9          | «Первый рикцарь при дворе короля Мортура» «A Rick in King Mortur’s Mort» | Джейкоб Хэйр        | Энн Лэйн           | 4 декабря 2022   | 0,53              |
| Во время ожидания в очереди за едой Рыцарь Солнца предлагает Морти стать рыцарем. Игнорируя предупреждения Рика и называя его «занудой», Морти отправляется на Солнце, где ему говорят, что он должен отрезать свой пенис, чтобы присоединиться к рыцарям. Морти отказывается и пытается уйти; столкнувшись с противодействием Короля Солнца, он побеждает короля в бою и становится его преемником. Морти разоблачает мировоззрение рыцарей как ошибочное и убеждает их вернуться к обычной жизни. Без рыцарей мирный саммит лидеров планет проваливаеся, начинается война. Морти находит рыцарей, пристрастившихся к героину, и убеждает их вернуться к своим обязанностям, обещая, что отрежет себе пенис. Война заканчивается, рыцари отказываются от традиции кастрации. В сцене после титров продавца хот-догов, у которого Рик покупал еду в начале эпизода, арестовывают за незаконную торговлю, а хот-доги выпускают на волю. Затем инопланетного детектива хватает летающее существо. |            |                                                                          |                     |                    |                  |                   |
| 61 | 10         | «Рикждественские мортикулы» «Ricktional Mortpoon’s Rickmas Mortcation»   | Кёнхи Лим           | Скотт Мардер       | 11 декабря 2022  | 0,49              |
| Рик дарит Морти на Рождество настоящий световой меч из "Звездных войн". Случайно уронив меч, тот прокладывает туннель, что угрожает гибелью всей планете. Морти узнаёт, что Рик заменил себя роботом и отправился на поиски Рика Прайма. В финале эпизода Рик рассказывает о предстоящих героям попытках найти Прайма в седьмом сезоне. В сцене после титров мистер Какашка, занявшийся бодибилдингом, чтобы забыть свою бывшую жену Эми, ломает ногу, пытаясь присесть на корточки. Он просит у тренера Карла телефон, чтобы позвонить Эми, так как та его заблокировала. |            |                                                                          |                     |                    |                  |                   |

## Создание и оценки
Шестой сезон был заказан в мае 2020 года, до финала трансляции четвёртого сезона. Это произошло в рамках многолетнего договора между создателями мультсериала Джастином Ройландом и Дэном Хармоном и телесетью Adult Swim о создании 70 эпизодов при неподтверждённом числе сезонов. Десять из них вышло в рамках четвёртого сезона, ещё десять стали частью пятого, а шестой тоже состоит из десяти эпизодов. В июле 2020 года Ройланд объявил, что производство шестого сезона уже началось.
Написание сценариев к сериалу продолжалось через Zoom в период пандемии COVID-19. К концу марта 2021 года Хармон подтвердил, что работа над сценарием почти окончена. Ройланд, Крис Парнелл, Спенсер Грэммер и Сара Чок, озвучивающие семью Смитов, вернулись к своим ролям. Во втором эпизоде сезона, «Арикадный Автоморт „Рой“» одну из ролей озвучивает Питер Динклэйдж.
Премьерный показ начался в эфире Adult Swim 4 сентября 2022 года и закончился 11 декабря. На сайте-агрегаторе отзывов Rotten Tomatoes шестой сезон получил рейтинг 91 % со средней оценкой 7,5 из 10. По словам рецензентов с этого ресурса, сезон «доставляет массу удовольствия, поскольку в нём исследуется, может ли самый ядовитый гений Вселенной на самом деле вырасти как личность». На сайте Metacritic шестой сезон получил 86 баллов из 100, что говорит о «всеобщем признании». Он был номинирован на премию Artios Awards за выдающиеся достижения в кастинге.
Шестой сезон высоко оценил обозреватель портала «Чемпионат.ком», заявивший, что эпизод «Ночная семейка» достоин премии «Эми».